# Jairo Ríos Rendón
Jairo Ríos Rendón (Medellín, Antioquia; 26 de octubre de 1949) es un administrador de empresas y entrenador de fútbol colombiano. Actualmente se encuentra dirigiendo al Platense Fútbol Club
.

## Trayectoria

### Clubes
Jairo Ríos inició su carrera de entrenador en su país natal, Colombia, en el Deportivo Antioquia. Entre 1995 y 1996 fue director técnico del prestigioso Deportivo Independiente Medellín.
Posteriormente prosiguió su carrera en diversos clubes de Honduras como el Municipal Valencia (2004), Universidad y Marathón (2005), Vida (2006 y 2007), y Platense (2011). El 26 de diciembre de 2012 fue nombrado técnico de la Real Sociedad de Tocoa, club que llevó a la final nacional contra Olimpia. Dejó el club como subcampeón en mayo de 2013. Entre 2013 y 2014 estuvo dirigiendo al Juticalpa Fútbol Club de la Liga de Ascenso de Honduras.
El 26 de marzo de 2014 fue designado como nuevo técnico del Águila de la Liga Mayor de Fútbol de El Salvador, en sustitución de Edwin Portillo. Al año siguiente, precisamente el 19 de febrero, se confirmó su regreso al Marathón de la Liga Nacional de Honduras, tomando el lugar de Héctor Castellón. El también técnico Jorge Luis Pinto es uno de sus mejores amigos personales.
Su temporada más destacada en el Marathón pudo verse en el apertura 2015/2016, en el que empezó de la peor forma, con derrotas constantes como el Olimpia 4 Marathón 1, Marathón 0 Real Sociedad 3,sin embargo el colombiano no se quedó con los brazos cruzados, e hizo algunos ajustes que le ayudarían al equipo a poco a poco salir del hoyo. El marathón empezó a tener una buena racha en la jornada 4 ganándole al actual campeón Motagua 2-1, luego al Real España 2-1 en el clásico sampedrano, sin embargo el Marathón no pudo con el Honduras Progreso, con el cual perdió 1-2 en la jornada 8, seguido de la derrota 2-0 ante el Juticalpa para luego regresar y hacer una buena campaña en la que el equipo del colombiano terminó quinto en la tabla, clasificándose a la repesca para entrar a la liguilla, quedando eliminados por el Vida, y diciendo adiós a la liga.
El 19 de febrero de 2015, justo un año después de su llegada, abandona el Marathón entre lágrimas, dejando ver que se va en contra de su voluntad.
El 8 de diciembre de 2016, se confirma que ha sido designado como nuevo técnico de Universidad SC para el torneo de clausura 2,017 de la Liga Nacional de Guatemala

### Selección de Haití
En noviembre de 2008, Jairo Ríos se vio confiar las riendas de la selección haitiana de fútbol. Participó en la Copa de Oro de la Concacaf 2009 – gracias al retiro de Cuba – torneo donde se distinguió al llevar a los Grenadiers a cuartos de final. Dirigió algunos cotejos amistosos con el fin de recaudar fondos tras el terremoto de 2010 que azotó a la isla, siendo su último partido el 5 de mayo de 2010, ante Argentina, que acabó en derrota 0:4.
Su balance estadístico al mando de la selección de Haití arroja los siguientes números: 16 partidos disputados, 2 victorias, 6 empates y 8 derrotas (25% de rendimiento).

## Clubes

### Como entrenador
| Club                         | País        | Año         |
| ---------------------------- | ----------- | ----------- |
| Deportivo Antioquia          | Colombia    | 1994 - 1995 |
| Independiente Medellín       | Colombia    | 1995 - 1996 |
| Valencia                     | Honduras    | 2004        |
| Universidad                  | Honduras    | 2005        |
| Marathón                     | Honduras    | 2005        |
| Vida                         | Honduras    | 2006        |
| Selección de fútbol de Haití | Haití       | 2008 - 2010 |
| Platense                     | Honduras    | 2011        |
| Real Sociedad                | Honduras    | 2013        |
| Juticalpa                    | Honduras    | 2013 - 2014 |
| Águila                       | El Salvador | 2014        |
| Marathón                     | Honduras    | 2015 - 2016 |
| Universidad SC               | Guatemala   | 2017        |
| Platense                     | Honduras    | 2017 - 2018 |